# Изолабона
Изолабона (итал. Isolabona) је насеље у Италији у округу Империја, региону Лигурија.
Према процени из 2011. у насељу је живело 502 становника. Насеље се налази на надморској висини од 104 м.

## Становништво
| 1936. | 1951. | 1961. | 1971. | 1981. | 1991. | 2001. | 2011. |
| ----- | ----- | ----- | ----- | ----- | ----- | ----- | ----- |
| 907   | 848   | 761   | 653   | 639   | 636   | 643   | 678   |